# Tampon

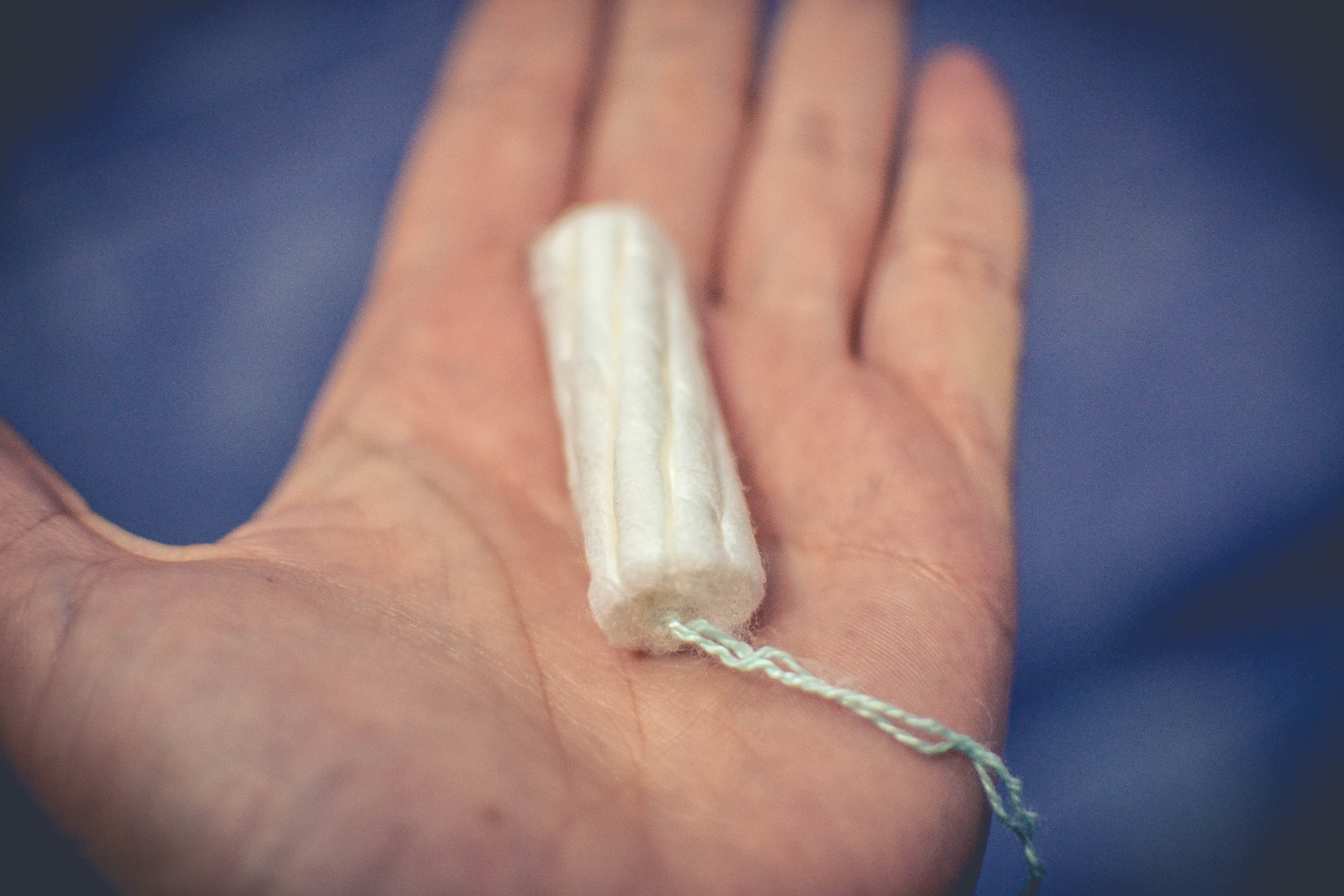

Un tampon este un produs menstrual conceput pentru a absorbi secrețiile de sânge și vaginale prin introducerea în vagin în timpul menstruației. Spre deosebire de un absorbant, acesta este plasat intern, în interiorul canalului vaginal. Odată introdus corect, un tampon este ținut în loc de vagin și se extinde pe măsură cu absorbția sângelui menstrual. Cu toate acestea, pe lângă sângele menstrual, tamponul absoarbe, de asemenea, lubrifierea naturală a vaginului și bacteriile, care pot modifica pH-ul normal, crescând riscul de infecții de la bacteria Staphylococcus aureus, care poate duce la sindromul șocului toxic⁠(d) (TSS). Acesta este o infecție rară care poate pune viața în pericol și necesită asistență medicală imediată.